# Castellana Grotte
Castellana Grotte (Casteddòne in dialetto locale) è un comune italiano di 19 675 abitanti della città metropolitana di Bari in Puglia. Situata sull'altopiano calcareo della Terra dei Trulli e delle Grotte, è conosciuta soprattutto per il complesso carsico delle Grotte di Castellana. Il territorio comunale di Castellana Grotte ha un'isola amministrativa ("exclave") nel comune di Alberobello e un'altra tra Alberobello e Monopoli.

## Geografia fisica
Il territorio di Castellana Grotte, ubicato a circa 38 km a sud est di Bari, sorge sull'altopiano calcareo della Murgia dei Trulli e delle Grotte, ad un'altitudine media di 300 m s.l.m. e ha un'estensione complessiva di 67,96 km². Esso è, per costituzione geologica e conformazione fisica del terreno, in tutto simile alle caratteristiche geomorfologiche dell'Alta Murgia. Ha il medesimo aspetto pietroso e roccioso dei rilievi, gli stessi fenomeni carsici di superficie e profondi. Infatti è situata al margine di una breve valle carsica chiusa, la valle di Genna, in una zona caratterizzata da doline, lame, grotte, inghiottitoi e voragini. Consta di un nucleo più antico, dalla pianta irregolare, e di vaste addizioni più moderne, a vie diritte e ortogonali, che risalgono le pendici della conca, dal lato sud-orientale.
Il territorio varia, si arriva a toccare i 400 m s.l.m. della collina di Genna a meno di 3 km dalla città e i 410 m s.l.m. del bosco dell'Orbo nei pressi del Barsento. Ciò rende mite il clima su queste colline che si affacciano, da un lato, a levante, guardando verso l'Adriatico e dall'altro lato verso l'interno della Murgia più alta. Il territorio boschivo dell'agro castellanese si estende per lo più verso sud. L'originaria vegetazione spontanea del territorio ha subito, nel corso del tempo, notevoli trasformazioni a causa dei continui disboscamenti. Le presenze arboree più diffuse nei boschi sono alcune specie di querce, come il leccio, la roverella e il fragno, a volte in presenza mista. Appartiene alla Regione Agraria n. 6 - Murge di Castellana.

### Grotte di Castellana
Le Grotte di Castellana sorgono a meno di due chilometri dall'abitato nelle Murge sud orientali a 330 m s.l.m., altopiano calcareo formatosi nel Cretaceo superiore circa novanta - cento milioni di anni fa.
La visita turistica si snoda per 1,5 km ma l'itinerario più lungo richiede due ore e si sviluppa per 3 km, tra caverne e voragini. L'ingresso naturale è costituito da un'enorme voragine a cielo aperto, profonda una sessantina di metri, denominata la Grave. Dalla Grave alla Grotta Nera o della Lupa Capitolina, dopo aver superato il Cavernone dei Monumenti, superato la Calza e successivamente la Caverna della Civetta, attraversato il Corridoio del Serpente, la Caverna del Precipizio e il Piccolo Paradiso, si scorre per il lungo Corridoio del Deserto detto anche il Grand Canyon sotterraneo (di una colorazione rossiccia dovuta alla presenza in tale tratto di minerali ferrosi) si raggiunge la Caverna della Torre di Pisa, il laghetto di stillicidio, il Corridoio Rosso, la Caverna della Cupola e infine passando dal laghetto di Cristalli, si giunge nella luminosa
Grotta Bianca. Tutto costituito da concrezioni stalattitiche e stalagmitiche e da gallerie intercalate dall'aprirsi improvviso di caverne.

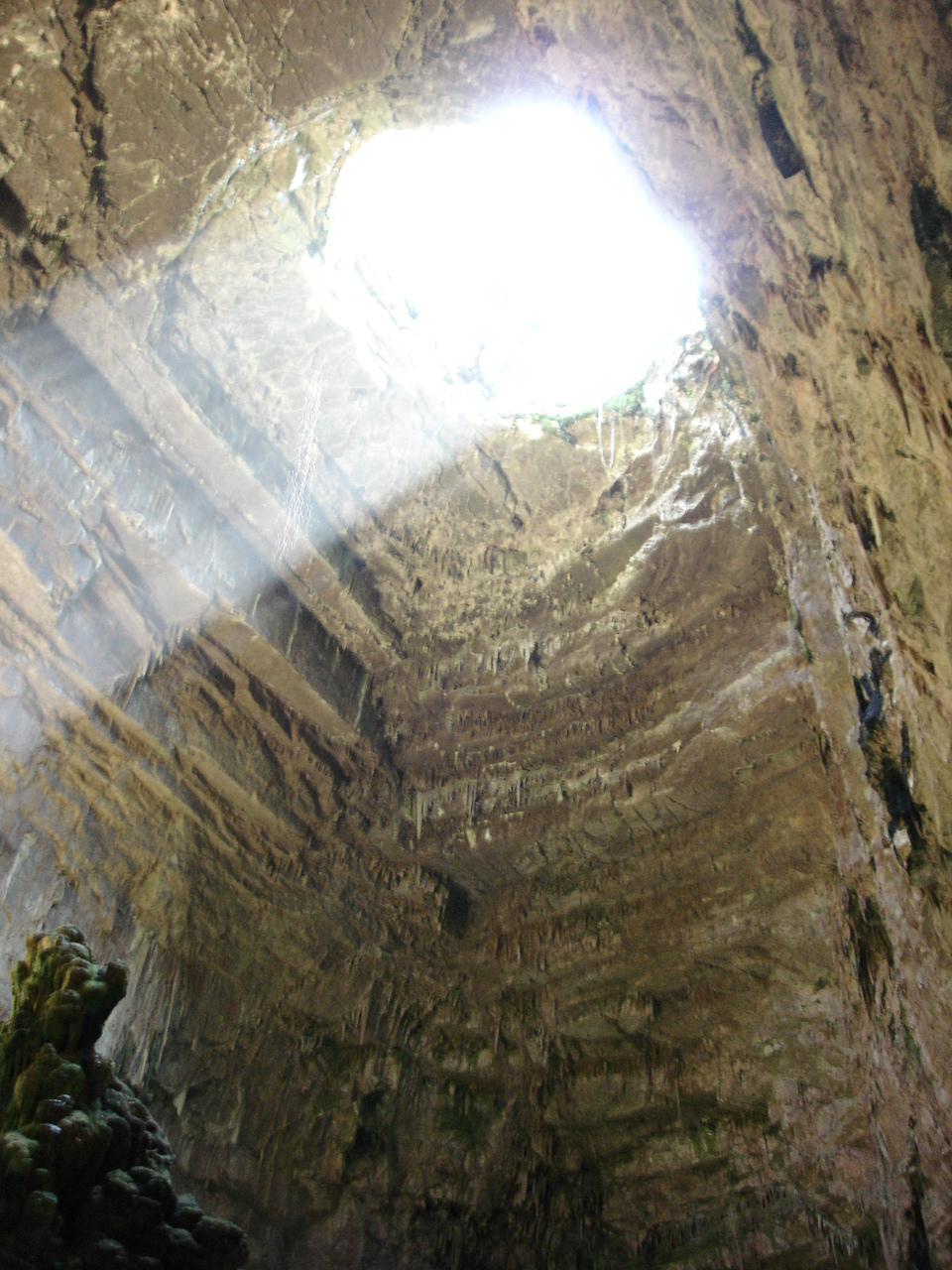
La Grave - La caverna principale delle grotte

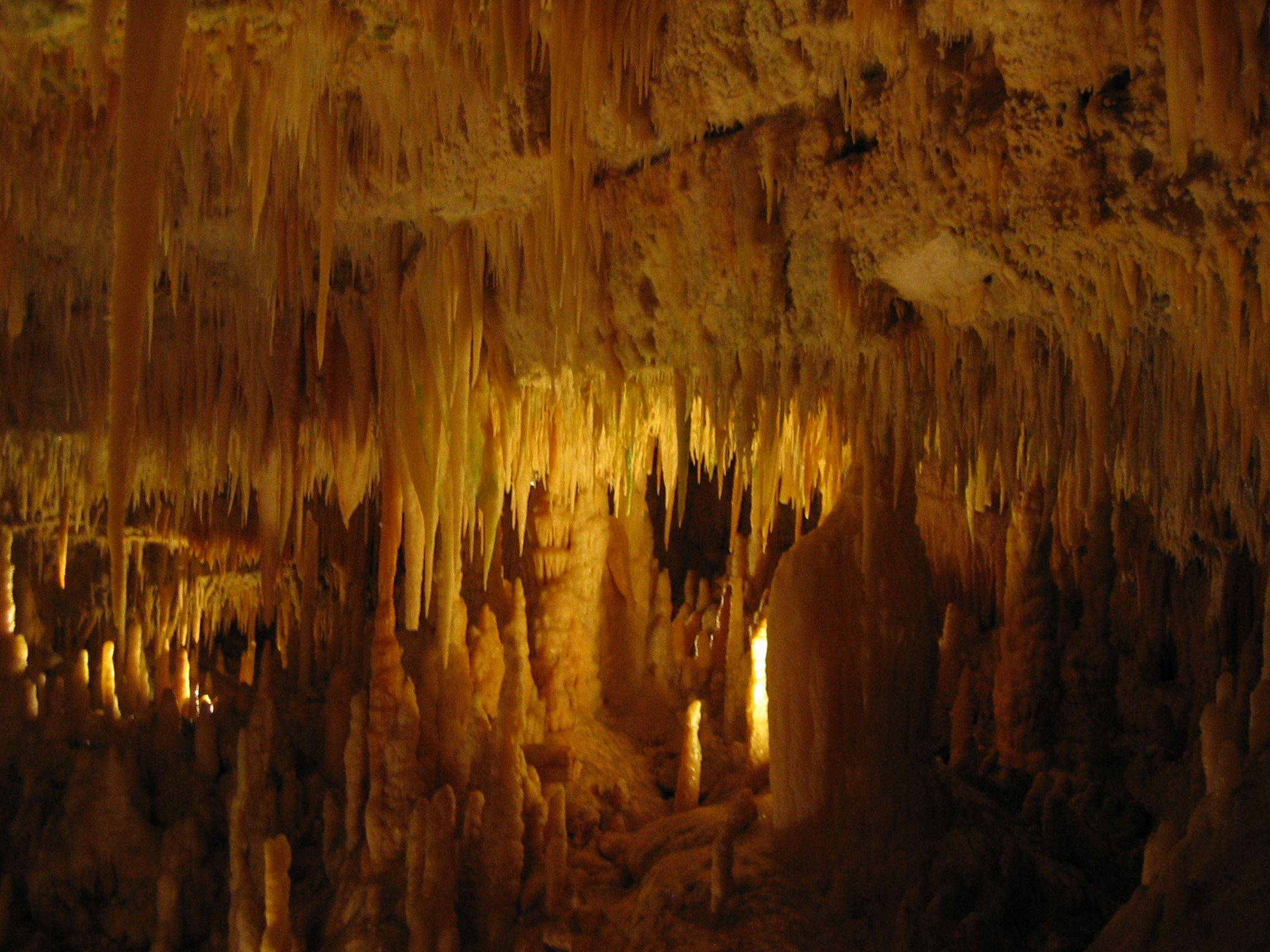
La Grotta Bianca

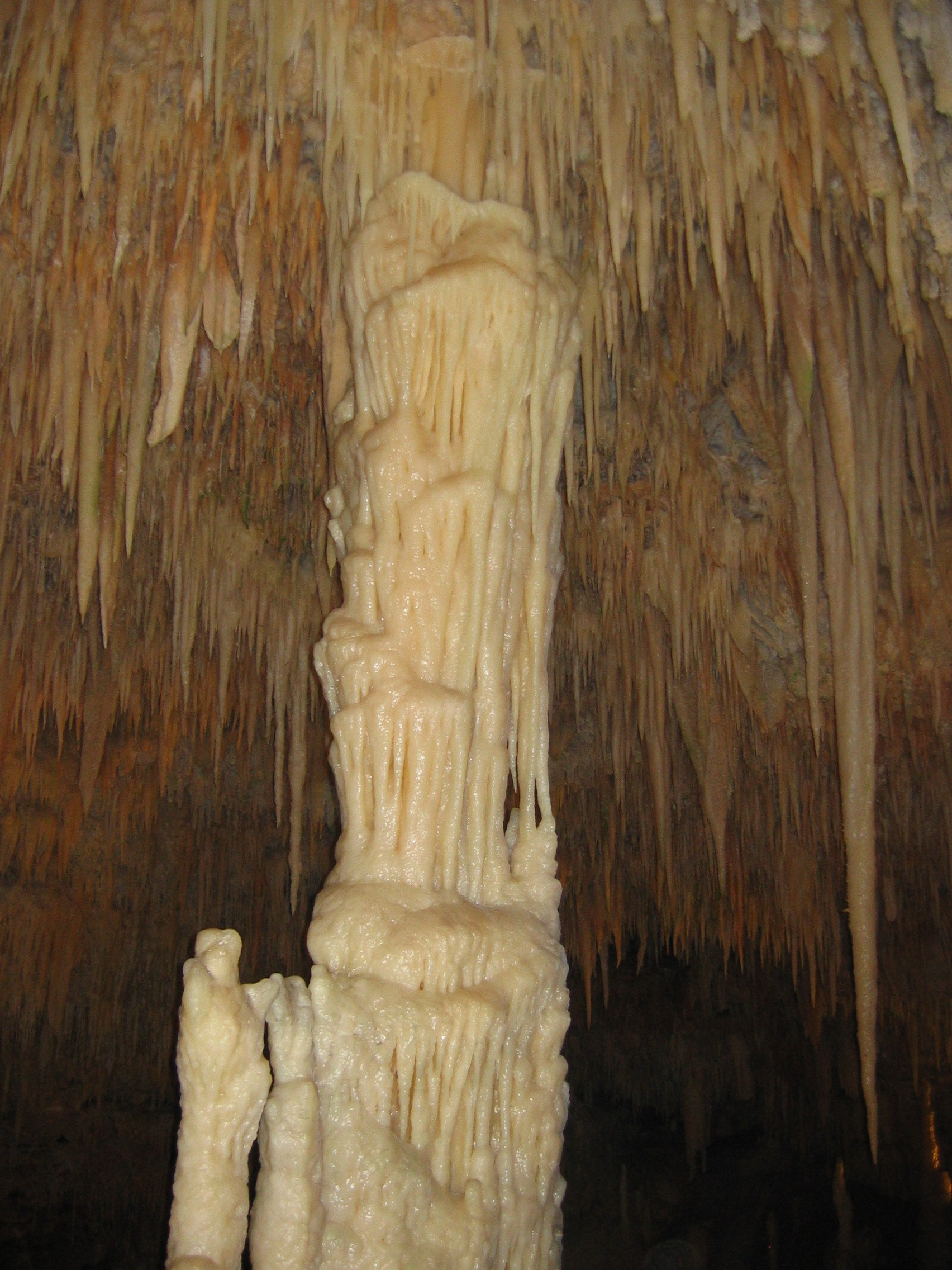
Stalattite Centrale Grotta Bianca

## Geografia antropica

### Urbanistica
Osservando la pianta della città, la parte antica di Castellana, di tipo urbano-medievale, è nettamente distinta dal resto del centro sviluppatosi dal '600 al '800, posta all'esterno delle vecchie mura e torri, e caratterizzato da strade lunghe e parallele.
Le stradine della zona storica, convergenti in Largo San Leone Magno in cui vi si affaccia l'omonima chiesa, sono ancora lastricate da basolato in locale pietra calcarea, e molte di esse conservano i caratteristici cordoli.
Nei numerosi altri viottoli, invece, vi si scorgono chiese, palazzi signorili, archi e case bianche.
Fra le antiche porte di accesso alla città vi erano Porta Grande con la Torre delle Armi, nella quale risiedevano gli armigeri, ed è localizzata nei pressi dell'attuale omonimo largo, un tempo adibito ad un grande orto e circondato da case e botteghe artigianali. Largo Portagrande coincide col punto più depresso di un ampio bacino pluviale, nel quale si aprono le gravinelle, incisioni naturali della roccia calcarea scavate dalle acque meteoriche, tipiche della Murgia. Nel lato opposto del largo vi è il rione del Casalicchio annesso all'ex convento dei frati Paolotti.
Porta della Gabella, esistente fino al 1792, era ubicata nell'attuale imbocco di Via Trento, e apriva un varco che portava alla chiesa di San Leone Magno. Prende il suo nome da un'antica tassa per la molitura del grano, la gabella, e nelle immediate vicinanze vi erano i mulini pubblici e un grande forno per la panificazione.
Distrutte le cinta murarie, furono costruite nuove strade che la collegavano alle altre "porte" principali: Porta Nuova (ubicata al termine di Via Giovanni Bovio), Porta delle Olive e Porta Pèntimi.
Porta delle Olive, adiacente l'imbocco di Via Madonna degli Angeli e la cui esistenza risale fino al 1700, era così conosciuta per il paesaggio, dominato da quattro maestosi ulivi, che offriva appena al di fuori delle mura cittadine. Sempre nei pressi, sorgevano le Vigne della Piazza, nel punto in cui ora vi è Piazza Nicola e Costa.
Porta Pèntimi, anch'essa risalente sino al 1700 e situata nei pressi della chiesa di Santa Rosa, prende il nome dalla vicina bancata calcarea affiorante dal terreno, pentimi appunto.
Nel corso del tempo vennero aggiunte e spostate ulteriori porte a causa dell'espansione del nucleo abitato. Quindi, per l'allargamento della cerchia muraria, Porta delle Olive fu spostata attorno al '700 mantenendo il suo nome originario, e lo stesso successe per Porta Caroseno, conosciuta anche come Porta della Frascina.
Al giorno d'oggi delle antiche torri ci è arrivato ben poco. Pertanto è ancora possibile distinguere la Torre Nuova, comunemente chiamato Castello, ubicato nell'attuale Via Fratelli Bandiera (conosciuta anche come Via del Castello). Si tratta di un bastione cilindrico del '400, unico superstite della vecchia cinta difensiva assieme alle mura ad esso annesse in un cortile privato.
Dalla sua cima si scorge una scultura dedicata a Maria da Castellana o La Castellana la quale, secondo una leggenda, insieme alle sue due figlie avrebbe trovato riparo nei boschi lì vicino a seguito della morte del marito, il Castellano di Bari, avvenuta in un tremendo assalto saraceno nel 978 alla città di Bari.

## Storia

### Le origini
Castellana nasce nell'alto Medioevo grazie alla colonizzazione operata dal Monastero di San Benedetto di Conversano nel X secolo, precisamente nel 901. Ciò è testimoniato da una pergamena che si riferisce all'atto di vendita di Ermenefrido, figlio di Ermuzio, e sua moglie Trasisperga a favore di Ianniperto. Il documento parla di un Castellano Vetere e di un Castellano Novo. Nel 1098 il Conte Goffredo di Conversano, di origini normanne, dona a San Benedetto tutto il territorio e consente all'abate di radunarvi gente per popolarlo.
La sua fondazione ufficiale viene fatta risalire nel dicembre 1171, quando l'Abate Eustasio donò il feudo di Castellano con buone condizioni di vassallaggio a due otrantini, Nicola e Costa, nel tentativo di ripopolare l'agglomerato di case esistenti, molte delle quali andate distrutte nel corso delle contese tra Ruggero II di Sicilia e i dinasti normanni, per goderne nuovamente delle rendite.
Il borgo vicus ricostruito ben presto si costituisce in universitas ed, in questo periodo è collocata la presunta visita di Federico II di Svevia e della sua sosta di una notte sotto l'ormai inesistente Olmo di Porta Grande.
Durante la dominazione sveva il monastero conversanese di San Benedetto viene abbandonato, e nel 1226 Papa Clemente IV concede il convento di Conversano a un gruppo di monache cistercensi fuggite dalla Morea, regione della Grecia centrale. A loro vengono assegnate tutte le proprietà dell'antica abbazia, compresa Castellana, e la giurisdizione ecclesiastica: ovvero la potestà ordinaria su clero e popolo di Castellana più il diritto di impugnare il pastorale e cingere la mitra.
Nei primi anni del quattrocento, Castellana cercò di liberarsi dalle dipendenze feudali della Contea di Conversano e dalla badessa del monastero benedettino di Conversano a cui versava le decime. Approfittando della lotta che imperversava la casata dei d'Angiò per il trono del Regno di Napoli, nel 1407 trecento giovani castellanesi, guidati dal valoroso Ottavio da Castellana, si schierarono dalla parte del Re Ladislao d'Angiò all'assedio di Taranto contro Maria d'Enghien, sorella della badessa e vedova del principe Raimondo Orsini Del Balzo. Ammirati per le loro prove di valore, i combattenti castellanesi passarono alle cronache come i Leoni di Fortezza. Ottenuta la vittoria con la resa di Maria d'Enghien, con a seguito il suo matrimonio risolutore col re Ladislao d'Angiò, Castellana ottenne il privilegio promesso.
Dopo la morte di Ladislao, nel 1426, la Regina Giovanna II di Napoli nomina duca di Bari il nobile abruzzese Giacomo Caldora, il quale ottenne, tra gli altri, anche il territorio di Castellana. I Caldora ebbero potere sino al 1440 quando Antonio Caldora, figlio primogenito di Giacomo e suo successore al titolo di duca di Bari, venne spodestato dal viceduca Marino Reguardati da Norcia, che offrì l'intero ducato, assieme a Castellana, a Giovanni Antonio Orsini del Balzo, principe di Taranto e figlio di Maria d'Enghien dal suo primo marito.
Nel 1456, Castellana e l'intera contea di Conversano (comprendente anche i centri di Casamassima, Castiglione, Noci e Turi) costituirono la dote di Caterina, figlia di Giovanni Antonio Orsini Del Balzo, andata in sposa al duca d'Atri Giulio Antonio Acquaviva. Gli Acquaviva, che detennero i diritti feudatari fino alla loro abolizione nel 1806, furono feudatari più umani verso il popolo, mettendo in condizione i coloni di divenire piccoli proprietari che trasformarono il territorio, coltivando uva e grano e traendone rilevanti benefici economici.

### Alluvioni a Castellana Grotte
Il disboscamento delle alte colline vicine alla città si concluse nel '700, quando le acque pluviali, non più trattenute dai boschi, allagarono il paese. Frequenti allagamenti (quattordici documentati fra il 1674 e il 1905) causarono numerose vittime e danni.
Da ricordare soprattutto l'alluvione del 1674 che provocò oltre 100 vittime, quella del 28 agosto 1741, in cui l'acqua attinse a Largo Porta Grande a circa sei metri d'altezza, e quella del 9 novembre 1896 che provocò 4 vittime e rese inabitabili oltre 600 abitazioni causando danni considerevoli ai 2 000 abitanti nella parte più bassa del paese.
L'emergenza fu risolta con la costruzione, dal 1911 al 1913 ad opera del Genio Civile, del Canalone che collegò le gravinelle alla gravina di San Jacopo. In più le costruzioni di nuove abitazioni avvennero non più in valle ma in cima alla collina, dai 280 m s.l.m. di Largo Porta Grande ai 300 m s.l.m. dove è situato l'attuale centro della città nei pressi della casa comunale.
Tabella delle inondazioni avvenute a Castellana Grotte
| Data alluvione    | Vittime   |
| ----------------- | --------- |
| 1674              | oltre 100 |
| 28 agosto 1741    |           |
| 1º novembre 1748  | 9         |
| 1810              |           |
| 1815              |           |
| 1828              |           |
| 1830              |           |
| 19 settembre 1853 |           |
| 12 ottobre 1855   |           |
| 22 giugno 1874    |           |
| 24 settembre 1888 |           |
| 25 novembre 1894  | 4         |
| 9 novembre 1896   |           |
| luglio 1905       |           |

### La "svolta turistica": la scoperta delle Grotte di Castellana
Nel 1938 la cittadina subisce una svolta turistica, grazie alla scoperta delle grotte da parte del professore Franco Anelli coadiuvato da Vito Matarrese (che in seguito scoprirà la Grotta Bianca). Nel 1950 il nome del Comune fu mutato da Castellana in Castellana Grotte, in omaggio alla scoperta.

### La pestilenza e il miracolo
Nel 1690, molto probabilmente per via di un carico di merci infetto attraccato nel porto di Monopoli, una terribile epidemia di peste si diffuse nel territorio a sud-est di Bari. Complici le carenti condizioni igieniche, la malattia si diffuse rapidamente, mietendo numerose vittime che decimarono la popolazione.
A Castellana la peste arrivò il 23 dicembre 1690 e furono registrati 22 decessi, come attestato da documenti notarili del notaio Giacobbe Fanelli. Si narra (mancanza fonte) che la situazione cambiò durante la notte fra l'11 e il 12 gennaio 1691 quando due sacerdoti, don Giuseppe Gaetano Lanera e don Giosafat Pinto, pregarono incessantemente la Madonna detta della Vetrana per liberare la popolazione dalla peste (mancanza di fonte da citare, mancanza di prove scientifiche).
Dalla Madonna della Vetrana (appellativo che, secondo alcune fonti, deriverebbe da "veterana", cioè "antica"; secondo la tradizione popolare, invece, "vetrana" proverrebbe dall'omonimo termine dialettale, con cui si indicava la peste), ritratta in un quadro risalente al XIV secolo e ubicato in una chiesetta rupestre non lontano dal centro abitato di Castellana, i due sacerdoti ebbero sia pur separatamente la stessa ispirazione: ungere i bubboni dei malati con l'olio del lume che ardeva perennemente accanto a quello stesso quadro. Così facendo, e dando fuoco a tutto ciò che era stato in contatto con il morbo, da quel 12 gennaio a Castellana più nessuno morì di peste. Tutti attribuirono subito la liberazione dalla peste alla miracolosa intercessione della Vergine e la sua venerazione crebbe, tanto che le autorità sacre e laiche castellanesi, in segno di gratitudine, decisero di festeggiare ogni anno l'evento.

## Monumenti e luoghi d'interesse

### Architetture religiose

#### Chiesa Madre Parrocchia di papa San Leone I Magno compatrono
Intitolata a san Leone Magno come da epigrafe sulla facciata, è stata edificata nel 1383 ampliando una già esistente chiesa romanica a cui fu annessa una torre normanna difensiva, poi convertita in campanile.
Ai lati della facciata principale si ammirano le statue di Leone Magno e di Giovanni Battista, fino ad allora collocate internamente sull'altare maggiore, mentre sul fastigio vi è la scultura della Madonna Consolatrice, compatrona castellanese. L'interno, suddiviso in tre larghe navate, è abbellito da arcate e da un affresco scoperto e restaurato di recente (1970) in stile tardo-gotico, dalle sculture di Aurelio Persio e dalle pregevoli tele di Andrea Miglionico e del castellanese Vincenzo Fato.
La parete di fronte all'altare maggiore è dominata da un maestoso organo. Notevole la presenza della cappella dedicata al Corpus Domini in cui nel paliotto dell'altare si ammira un'immagine raffinata della Madonna col Bambino.

#### Santuario di Maria Santissima della Vetrana
Sorge su uno dei cinque colli di Castellana a 317 m s.l.m..
In origine vi era una piccola chiesa, già documentata nel '200 e '300, intitolata alla Santa Maria Veterana. Fu costruito nel 1691 per volontà del popolo castellanese come ringraziamento alla Madonna della Vetrana, che aveva liberato il paese dalla terribile peste del 1690. I Frati Alcantarini vi si insediarono nel 1714. Questi frati secondo le testimonianze storiche si recavano nel corso del Settecento a predicare alla Quaresima nella Chiesetta Rettoria dei Santi Medici di Alberobello (attualmente Chiesa Madre - Santuario - Basilica Minore). L'interno della chiesa, a croce latina con volta a botte, è arricchito da pregevoli stucchi mentre, nel transetto, quattro pilastri in pietra con capitelli sostengono la cupola. Nel transetto ci sono due altari barocchi a stucchi decorati. A sinistra dell'altare maggiore si custodisce, in una piccola cappella, l'immagine della Madonna della Vetrana davanti alla quale arde, da più di tre secoli, una lampada a olio. Di semplice struttura è il chiostro, formato da arcate a tutto tondo e dal quale si accede a un presepio permanente costruito nel 1968.
Il convento possiede una ricca biblioteca di antichi volumi di storia, filosofia e teologia. All'interno della chiesa si trovano le statue di: san Pasquale Baylon, san Pietro d'Alcàntara, san Francesco d'Assisi, sant'Elisabetta d'Ungheria, sant'Antonio di Padova, e san Pio da Pietrelcina.

#### Chiesa Parrocchia di San Francesco d'Assisi
Sorta su una preesistente chiesetta del XIV secolo dedicata a Santa Maria Annunziata, la chiesa è stata costruita nel 1651, annessa al convento (oggi adibito a Municipio) dei Frati Conventuali, già insediati dal 1418.
Nella navata unica a croce latina, presentata con un armonico insieme in pietra nuda e intonaco a calce, dallo stile tardo-rinascimentale, vi sono i sette grandiosi altari in pietra locale, opera di Fra' Luca Principino, frate Conventuale a Castellana. La facciata esterna, in pietra bugnata, è di un sobrio barocco.

#### Chiesa Parrocchia Madonna del Caroseno
Chiesa costruita extra moenia sulla via per Putignano, è risalente al XVI secolo, come attestata da documenti notarili. La facciata frontale esterna, conferita in stile barocco nel XVIII secolo, è tripartita da lesene, suddivisa in due ordini. Ai lati in basso vi sono presenti due nicchie con statue rispettivamente di San Pietro e San Giovanni Battista. Nell'ordine superiore, con finestrone timpanato, vi sono figure di angeli e la statua dell'Immacolata Concezione. L'interno della chiesa conserva l'aspetto originario del XVI secolo, caratterizzato da navata unica con arcate a sesto acuto. Notevole è la presenza del dipinto della Madonna del Caroseno e di tele del pittore castellanese Vincenzo Fato.

#### Chiesa Rettoria di Santa Maria del Suffragio (Purgatorio)
Settecentesca, ospita pregevoli opere. Sobrie decorazioni rivestono anche l'ottocentesco confessionale in legno posto sotto la prima arcata di sinistra. Molto imponente la cupola che ricopre il tetto.

#### Chiesa Rettoria San Nicola di Contrada Genna
Nella località chiamata Genna (il cui nome appare per la prima volta in un documento del 944) è presente la chiesa di San Nicola. Questa chiesa campestre, che sorge a 365 m s.l.m., a poco più di 2 km dalla città e a pochi metri dalla collina di Genna da cui trae il nome, è posta all'incontro di ben sette strade. Fu costruita nel sedicesimo secolo, quando la zona era abitata e coperta di vigne con al centro la chiesa.

#### Altre chiese
- Chiesetta Rettoria di Sant'Onofrio;
- Chiesetta Rettoria di San Leonardo;
- Chiesetta Rettoria di San Giuseppe;
- Parrocchia del Salvatore;
- Monastero dell'Immacolata;
- Cappella cripta della Madonna della Grotta;
- Chiesetta Rettoria Madonna del Rosario e di Santa Rosa da Lima , oggi sconsacrata ;
- Chiesa di San Bartolomeo di Padula.
- Chiesa ex parrocchia di San Marco evangelista patrono in contrada Zingarello festeggiato a fine agosto.

### Architetture civili

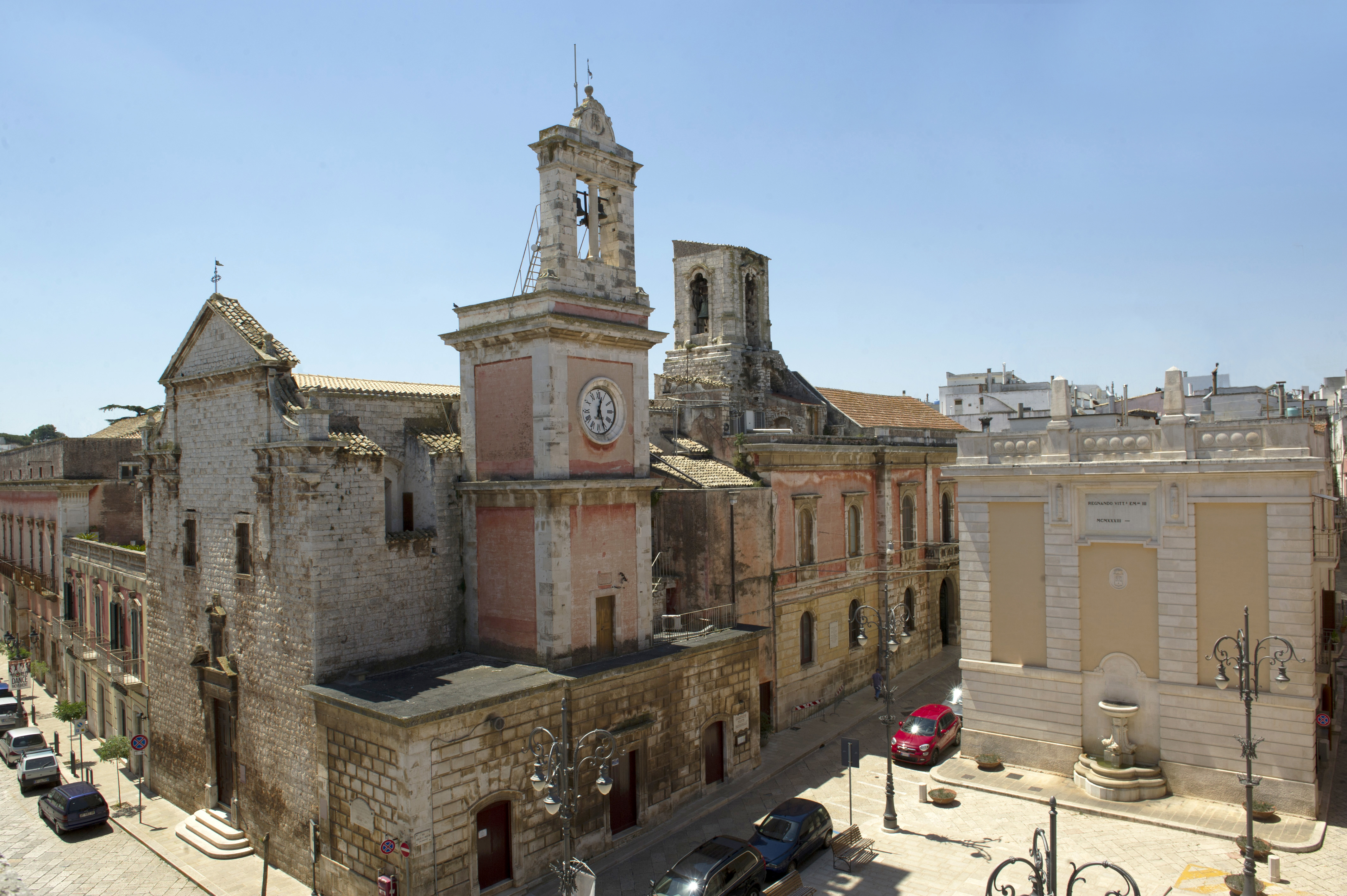
Palazzo Municipale e Torre dell'Orologio della chiesa di San Francesco

- Torre civica o torre dell'Orologio, edificata nel 1848
- Palazzo Municipale
- Monumento dei Caduti
- Biblioteca civica
- Curia Baronale
- Neviera di San Nicola di Genna
- Specchia di Pozzo Stramazzo

## Società

### Evoluzione demografica
Abitanti censiti

### Etnie e minoranze straniere
Gli stranieri residenti nel comune nel 2013 erano 449. Di seguito sono riportati i gruppi più consistenti:
1. Albania, 177
2. Georgia, 65
3. Romania, 39
4. Marocco, 37

## Cultura

### Cinema
Il peculiare ambiente interno alle grotte di Castellana le rende uno scenario particolarmente adatto alle riprese cinematografiche.
Tra i film girati ci sono:
- L'età dell'amore (1953) diretto da Lionello De Felice
- Ercole al centro della Terra (1961) diretto da Mario Bava
- Maciste all'inferno (1962) diretto da Riccardo Freda
- Casanova '70 (1965) diretto da Mario Monicelli
- Alien 2 - Sulla Terra (1980) diretto da Sam Cromwell

### Eventi

#### Le "Fanòve"

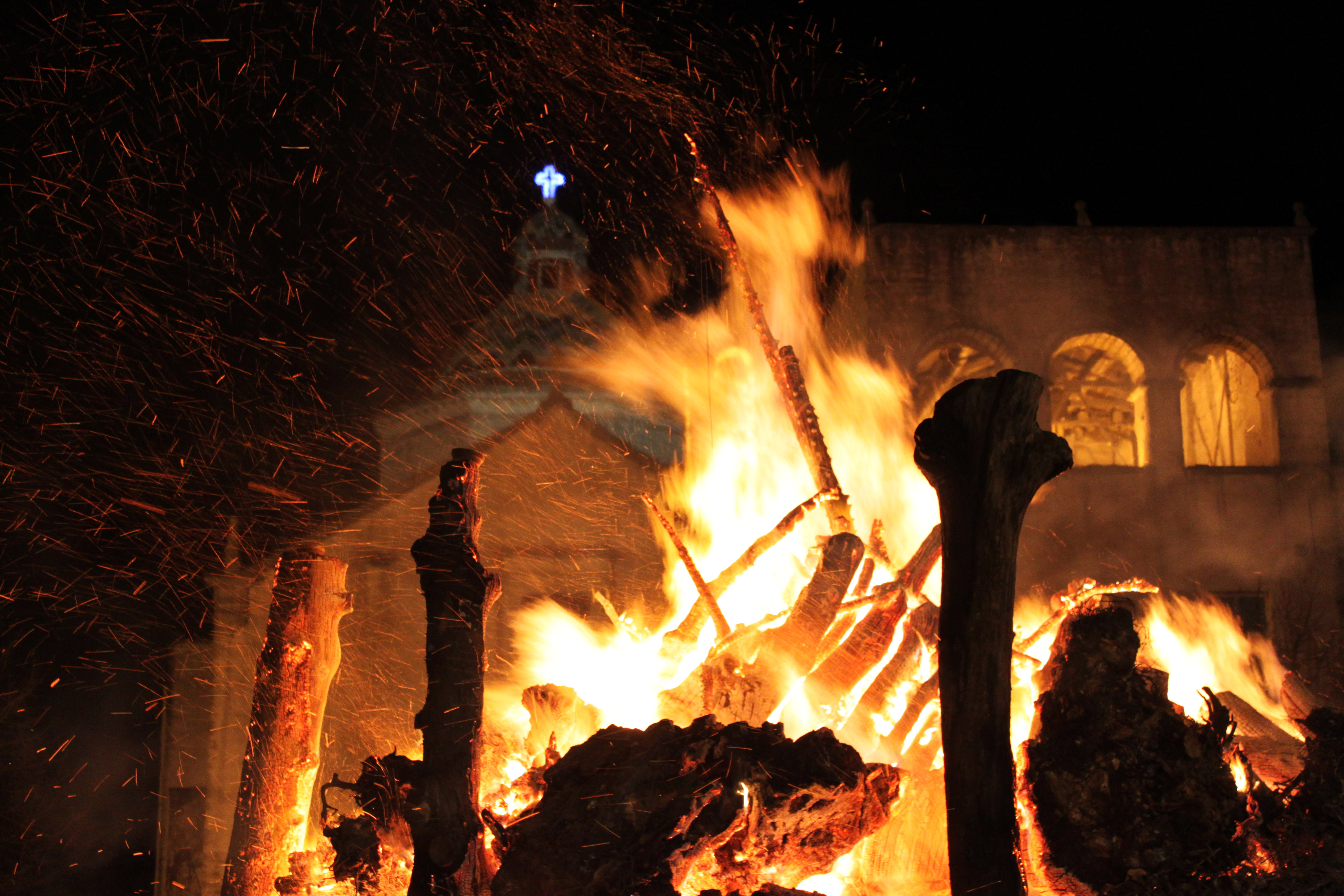
Fanòva allestita dinnanzi al Convento di Castellana Grotte (2011)

La "Festa delle Fanòve" è una manifestazione religiosa radicata nella tradizione popolare castellanese. L'accensione dei caratteristici falò avviene l'11 gennaio. Le Fanòve sono grosse cataste di legno che vengono fatte ardere in tutto il paese nel corso della notte. La festa è il riconoscimento alla Madonna della Vetrana che, secondo la tradizione, pose fine all'epidemia del 1691. I visitatori assaggiano volentieri i prodotti tipici offerti da chi ha allestito la "fanòva", quali taralli, ceci e fave abbrustolite, solitamente accompagnati da un bicchiere di vino.
Il giorno dopo, il 12 gennaio, la statua della Madonna della Vetrana viene portata, con solenne processione, dal convento dei frati minori in città, nella chiesa matrice di San Leone Magno, restandoci per una settimana di fronte alla venerazione riconoscente dei numerosi fedeli che la visitano. La Festa delle Fanòve è preceduta dalla Diana, una processione che parte da piazza Nicola e Costa alle tre del mattino. I fedeli che vi partecipano sono accompagnati dalla locale Banda Cittadina che esegue un'antica nenia popolare. Scopo della processione è effettuare la tradizionale questua andando in giro per i frantoi del territorio, per raccogliere l'olio con cui alimentare, per il resto dell'anno, la lampada votiva posta ai piedi della sacra effigie della Madonna della Vetrana.

#### La Festa Patronale esterna detta "D'aprile"

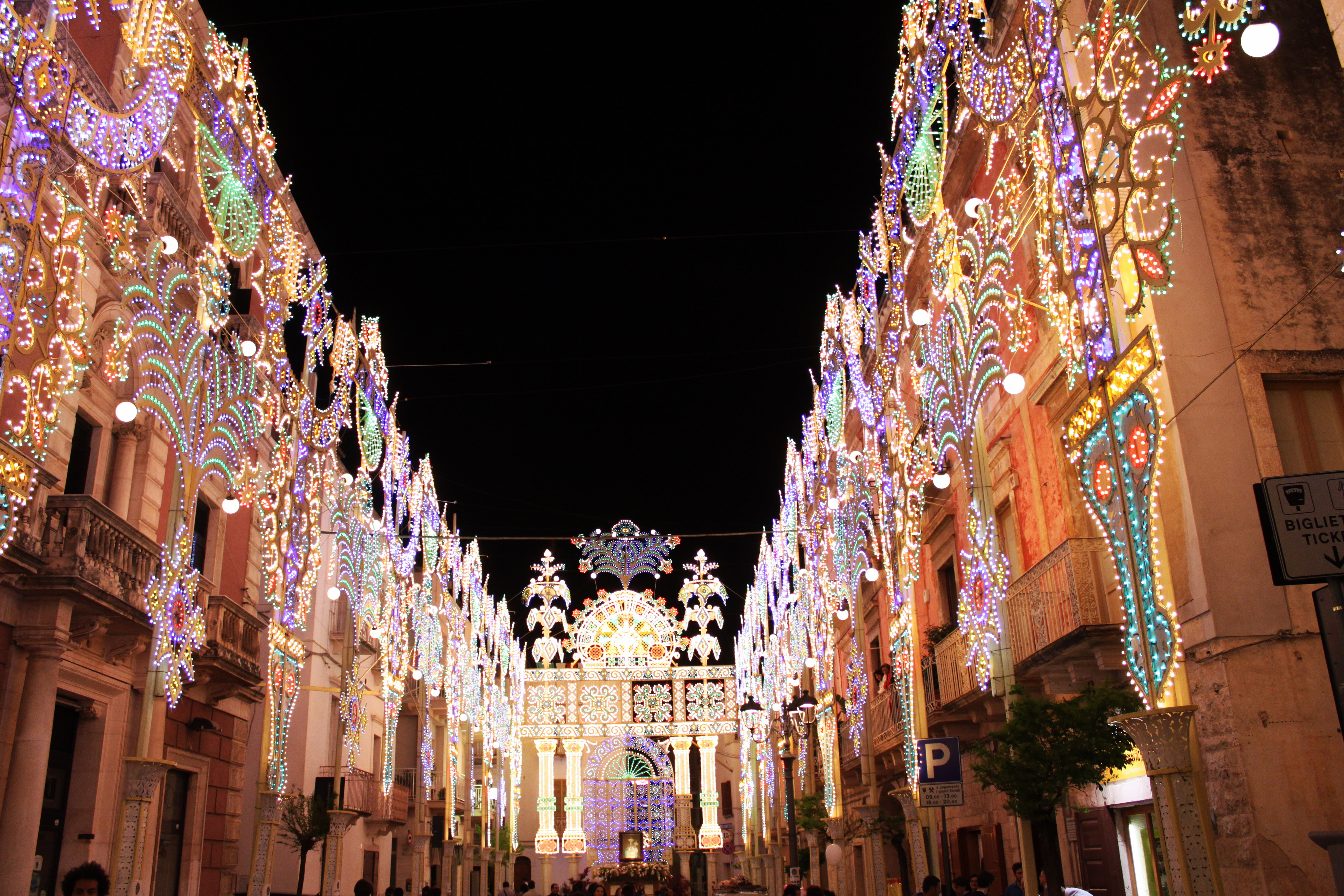
Luminarie della Festa d'Aprile di Castellana Grotte in Corso Italia (2012)

La solenne Festa Patronale si svolge nell'ultimo weekend di aprile fra luminarie, quattro processioni, concerti di varie bande e fuochi pirotecnici in onore della Madonna della Vetrana. Nel giorno principale, alle ore 12:00 si tiene la processione più importante che vi sia, denominata "Processione di Gala" con tutte le 28 statue dei/le santi/e castellanesi in ordine e infine la patrona Madonna della Vetrana.

#### La Festa dei compatroni
La Festa co-patronale particolarmente semplice e intima, che segna la fine delle ferie, il 21 agosto. Con una processione si venerano la Madonna Maria SS. Consolatrice e San Leone Magno, antichi patroni di Castellana ora compatroni. In realtà prima del Conc. Vat. II S. Leone Magno era festeggiato ad aprile.

#### Festa della Madonna del Caroseno
Dal 1692 viene festeggiata la Madonna del Caroseno (7-8 settembre), rendendo omaggio al Caroseno di Maria che evince il ruolo della vergine come madre del popolo.

## Economia

### Agricoltura e allevamento
Prevalentemente l'economia castellanese è agricola. Negli ultimi decenni i vasti vigneti sono stati sostituiti dalle coltivazioni del ciliegio, dell'olivo e del mandorlo.
Gli ulivi, sparsi su tutto il territorio anche in centenari uliveti allineati, sono prevalentemente del tipo Cima di Mola, varietà apprezzata per l'olio che vi si ricava.

L'olio extravergine ricavato dalla Cima di Mola per almeno il 50%, è accompagnato dalla denominazione di origine controllata Terra di Bari, con menzione geografica aggiuntiva Murgia dei Trulli, a cui Castellana appartiene.
Notevoli restano peraltro anche le produzioni di uva, che pone Castellana nel comprensorio delle strade dei vini DOC della Murgia Carsica, e quelle di mandorle e ortofrutta che costituiscono la materia prima per la locale industria conserviera ed enologica.
Il patrimonio zootecnico è composto prevalentemente da bovini per la produzione di latte e carne.

### Artigianato e industria
Fiorenti le numerose aziende di attività artigianali per la produzione di prodotti tessili, eno-gastronomici, arredamento e industriali.

### Turismo
Il turismo è maggiormente sviluppato grazie alle centinaia di migliaia di turisti che ogni anno visitano le caratteristiche grotte.

## Infrastrutture e trasporti

### Ospedale
Molto importante è l'ospedale specializzato in gastroenterologia "Saverio de Bellis" - IRCCS in Via Turi.

### Strade
Il comune è attraversato dall'ex strada statale 377 delle Grotte (riclassificata come strada provinciale 237) che conduce a Monopoli e Putignano. È inoltre servito dalla ex strada statale 634 delle Grotte Orientali (SS 634), ora strada provinciale 240 delle Grotte Orientali (SP 240) che la collega a Conversano, Rutigliano, Capurso e Triggiano. Vi sono inoltre le provinciali per Polignano a Mare SP 120, Alberobello SP 96, si arriva anche alla Selva di Fasano, in provincia di Brindisi tramite la SP146.
Il territorio di Castellana Grotte comprende anche altre strade minori e secondarie, dette “Vie vecchie", come la Via Vecchia Putignano, percorrendo la quale si può raggiungere Putignano.

### Ferrovie
Castellana Grotte è sede di due stazioni ferroviarie delle Ferrovie del Sud Est (linea Bari-Taranto): Castellana Grotte in centro e Grotte di Castellana nei pressi delle Grotte.

### Autobus regionali
Gli autobus delle Ferrovie del Sud Est garantiscono il collegamento tra Castellana Grotte e le città del comprensorio.

## Amministrazione
Di seguito è presentata una tabella relativa alle amministrazioni che si sono succedute
| Periodo           | Periodo           | Primo cittadino           | Partito              | Carica              | Note   |
| ----------------- | ----------------- | ------------------------- | -------------------- | ------------------- | ------ |
| 11 maggio 1988    | 4 agosto 1990     | Giangrazio Proietto       | Democrazia Cristiana | Sindaco             | [ 12 ] |
| 4 agosto 1990     | 24 febbraio 1993  | Martino Sportelli         | Democrazia Cristiana | Sindaco             | [ 12 ] |
| 20 aprile 1993    | 9 marzo 1994      | Vincenzo Recchia          | Democrazia Cristiana | Sindaco             | [ 12 ] |
| 21 aprile 1994    | 24 aprile 1995    | Eva Maria Mastronardi     | Democrazia Cristiana | Sindaco             | [ 12 ] |
| 18 maggio 1995    | 15 settembre 1997 | Simone Cosimo Leone Pinto | centro               | Sindaco             | [ 12 ] |
| 15 settembre 1997 | 1º dicembre 1997  | Donato Carfagna           |                      | Comm. straordinario | [ 12 ] |
| 6 dicembre 1997   | 28 maggio 2002    | Simone Cosimo Leone Pinto | centro               | Sindaco             | [ 12 ] |
| 28 maggio 2002    | 12 giugno 2007    | Simone Cosimo Leone Pinto | centro-destra        | Sindaco             | [ 12 ] |
| 15 giugno 2007    | 12 giugno 2017    | Francesco Tricase         | centro-destra        | Sindaco             | [ 12 ] |
| 15 giugno 2017    | 15 giugno 2022    | Francesco De Ruvo         | centro               | Sindaco             | [ 12 ] |
| 15 giugno 2022    |                   | Domenico Ciliberti        | centro-destra        | Sindaco             | [ 12 ] |

## Sport
Nel comune hanno sede le seguenti società sportive: la squadra di calcio Associazione Sportiva Dilettantistica Castellana 1928, la società di pallacanestro ASD Basket Castellana, la società di calcio a 5 ASD Castellana C5, l'ASD "Fiaccola" per il tennis tavolo e le società di pallavolo maschile New Mater Volley e Materdomini Volley. La compagine di pallavolo femminile Florens Volley Castellana Grotte, fondata nel 1964, ha cessato la sua attività nel 2011. Ad oggi, l'unica società di pallavolo femminile presente in città è la Grotte di Castellana Volley.

### Impianti sportivi
- PalaGrotte
- Piscina Comunale
- Stadio Comunale Azzurri d'Italia
- Tensostruttura "Pala Valle d'Itria"
- Palestra Comunale "Andrea Angiulli"